# شوح كامل الأوراق
شوح كامل الأوراق (الاسم العلمي:Abies holophylla) هو نوع من النباتات يتبع جنس الشوح من الفصيلة الصنوبرية.